# Узунгьоль
Узунгьоль (тур. Uzungöl або Довге озеро) - завальне озеро, розташоване на південь від міста Трабзон, район Чайкаре провінція Трабзон, Туреччина. Узунгьоль — це також назва села на узбережжі озера. За декілька років мальовниче озеро, село і прилегла долина перетворилися на популярний рекреаційний центр. Озеро знаходиться за 99 км від центру міста Трабзон і за 19 км від районного центру Чайкаре Зсув перекрив річище поточку Халдизен
Туристичний бум початку 2000-х років залучив інвесторів, які відкрили низку готелів, ресторанів і сувенірних магазинів в селі. Транспортна інфраструктура також була значно поліпшена. 